# (9013) Sansaturio
(9013) Sansaturio (1985 PA1) – planetoida z pasa głównego asteroid okrążająca Słońce w ciągu 4,41 lat w średniej odległości 2,69 au. Odkryta 14 sierpnia 1985 roku.